# Murray Edwards College

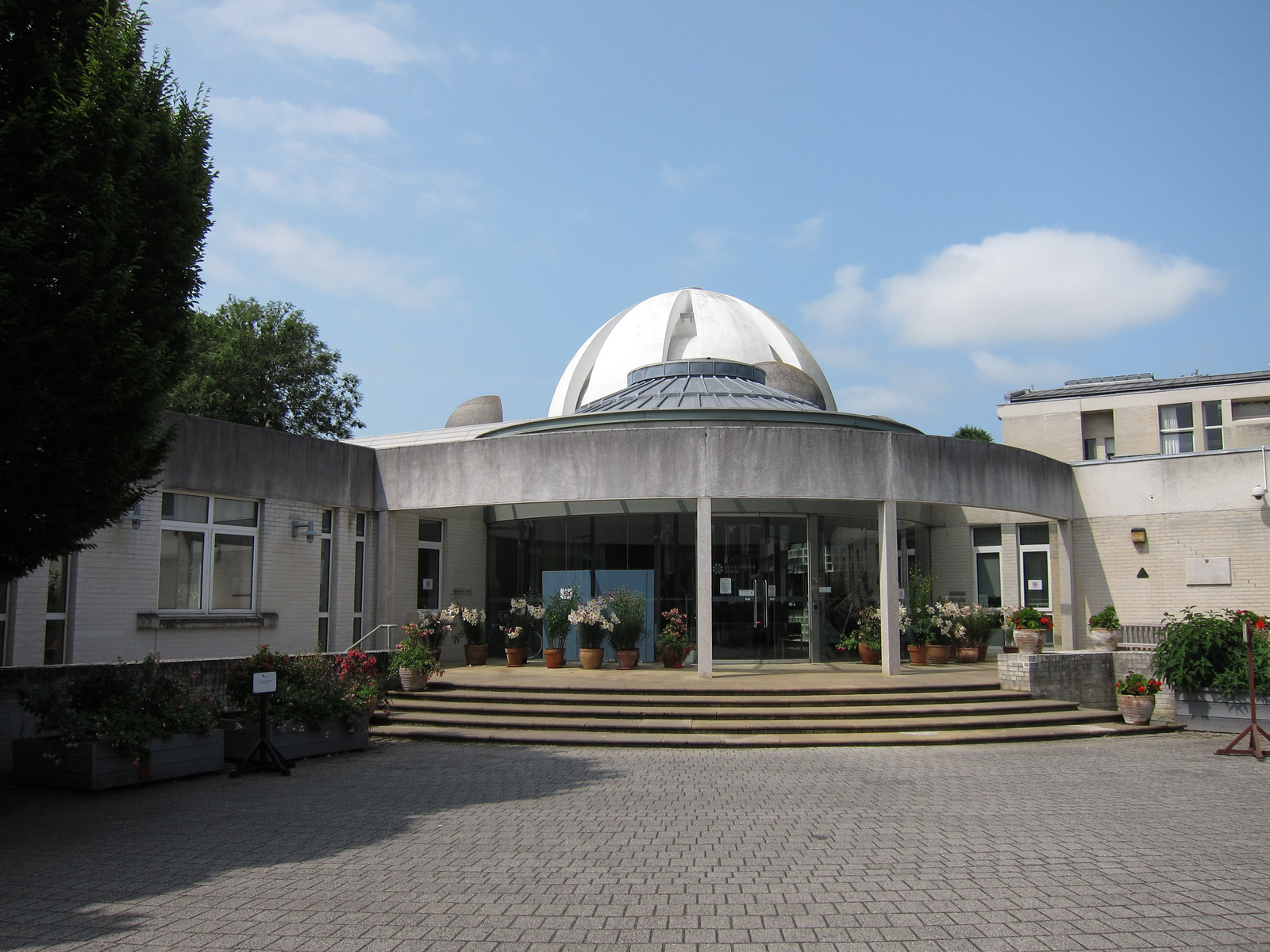
Murray Edwards College

Heraldiskt vapen för skolan

Murray Edwards College är ett college vid University of Cambridge som är avsett endast för kvinnor. Den grundades 1954 som New Hall och döptes om 2008. Namnet hedrar en gåva på 30 miljoner pund från alumnen Ros Edwards och hennes man Steve, och den första kvinnliga rektorn vid University of Cambridge, Rosemary Murray.

## Historia
New Hall grundades 1954 och hyste sexton studenter på Silver Street där Darwin College nu ligger. Cambridge hade då den lägsta andelen kvinnliga studenter av alla universitet i Storbritannien och endast två andra colleges (Girton och Newnham) tog emot kvinnliga studenter.
År 1962 skänkte medlemmar av familjen Darwin sitt hem "The Orchard" till colleget. Den nya platsen låg på Huntingdon Road, ungefär en mil från Cambridges centrum. Arkitekterna som valdes var Chamberlin, Powell och Bon, som är kända för sin design av Barbican i London, och insamlingen av pengar påbörjades. Bygget påbörjades 1964 och slutfördes av W. & C. French 1965. Den nya högskolan skulle kunna hysa upp till 300 studenter.
År 1967 upptäckte en av skolans doktorander, Jocelyn Bell Burnell, forskare i universitetets radioastronomigrupp, de fyra första pulsarerna, vilket ledde till ett Nobelpris i fysik för hennes handledare och slutligen för Bell Burnell själv, en tjänst som forskningsprofessor vid University of Oxford.
År 1975 blev skolans rektor Rosemary Murray den första kvinnan att inneha posten som vice-universitetskansler i Cambridge. Två efterföljande rektorer, Anne Lonsdale och Jennifer Barnes, har blivit prorektorer för universitetet.
Efter en donation 2005 på 30 miljoner pund av alumnen Rosalind Edwards (född Smith) och hennes man Steve Edwards för att säkra dess framtid, döptes New Hall i början av 2008 om till Murray Edwards College, för att hedra den första rektorn Dame Rosemary Murray, och välgörarna. Det fanns ett visst motstånd mot detta eftersom det nya namnet inkorporerade ett mansnamn, trots att skolan var reserverad för kvinnliga studenter. Ros Edwards hade gått på college på 1980-talet och tjänat en förmögenhet tillsammans med sin partner när deras mjukvaruföretag Geneva Technology såldes till Convergys 2001.
På 1970- och 1980-talen omvandlades Cambridge-colleges endast för män till colleges med blandade kön. Sedan tillkännagivandet 2006 att University of Oxfords sista kvarvarande college för kvinnor, St Hilda's, också skulle ta emot män, är Cambridge det enda universitetet i Storbritannien som delvis upprätthåller en antagningspolicy för studenter endast för kvinnor, representerad av Newnham och Murray Edwards. Lärarkåren och personalen vid Murray Edwards College rekryteras från alla kön. Det finns inget hinder för manliga studenter att besöka skolan och många undervisas där av Murray Edwards lärare.

## Byggnader och trädgårdar

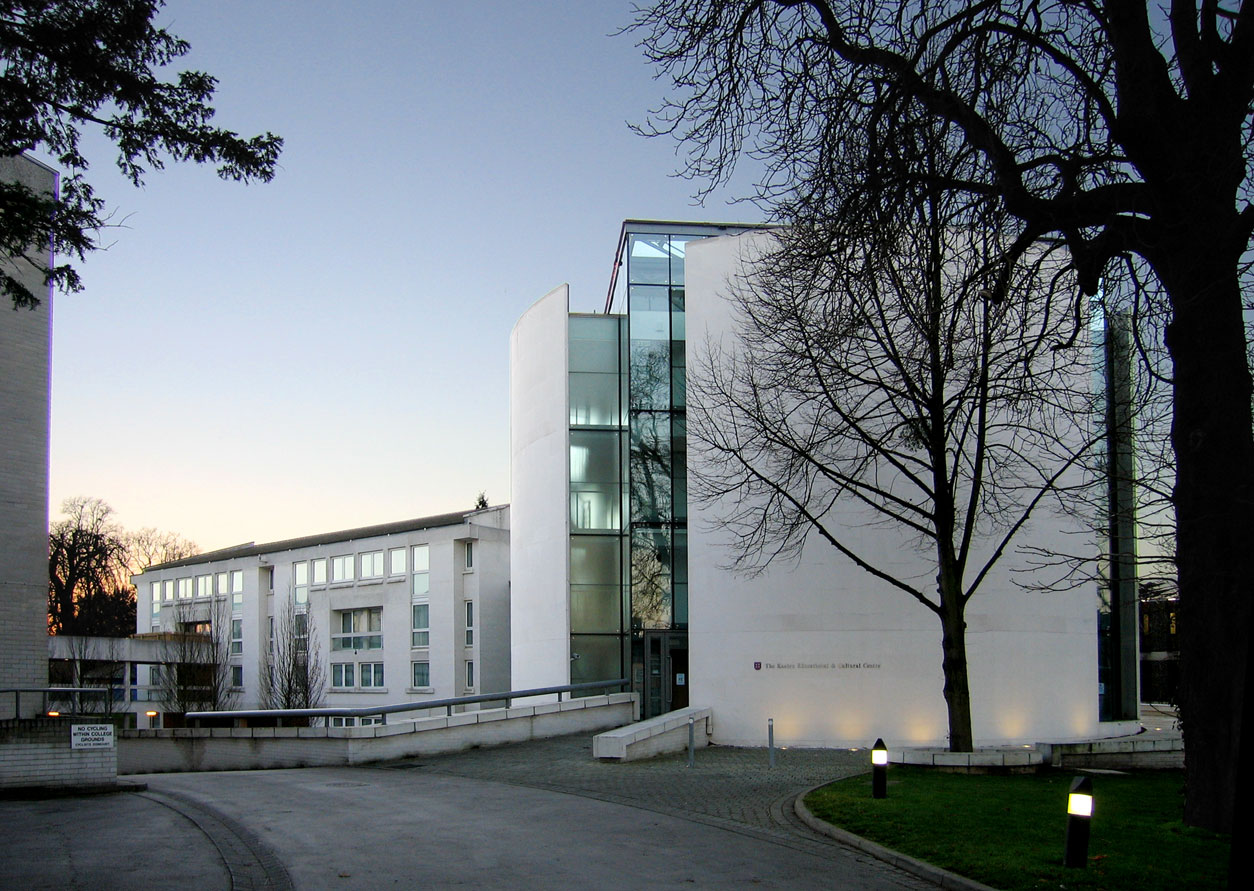
Paula Browne House Conference Centre (tidigare Kaetsu Centre) erbjuder konferensfaciliteter och boende för Murray Edwards

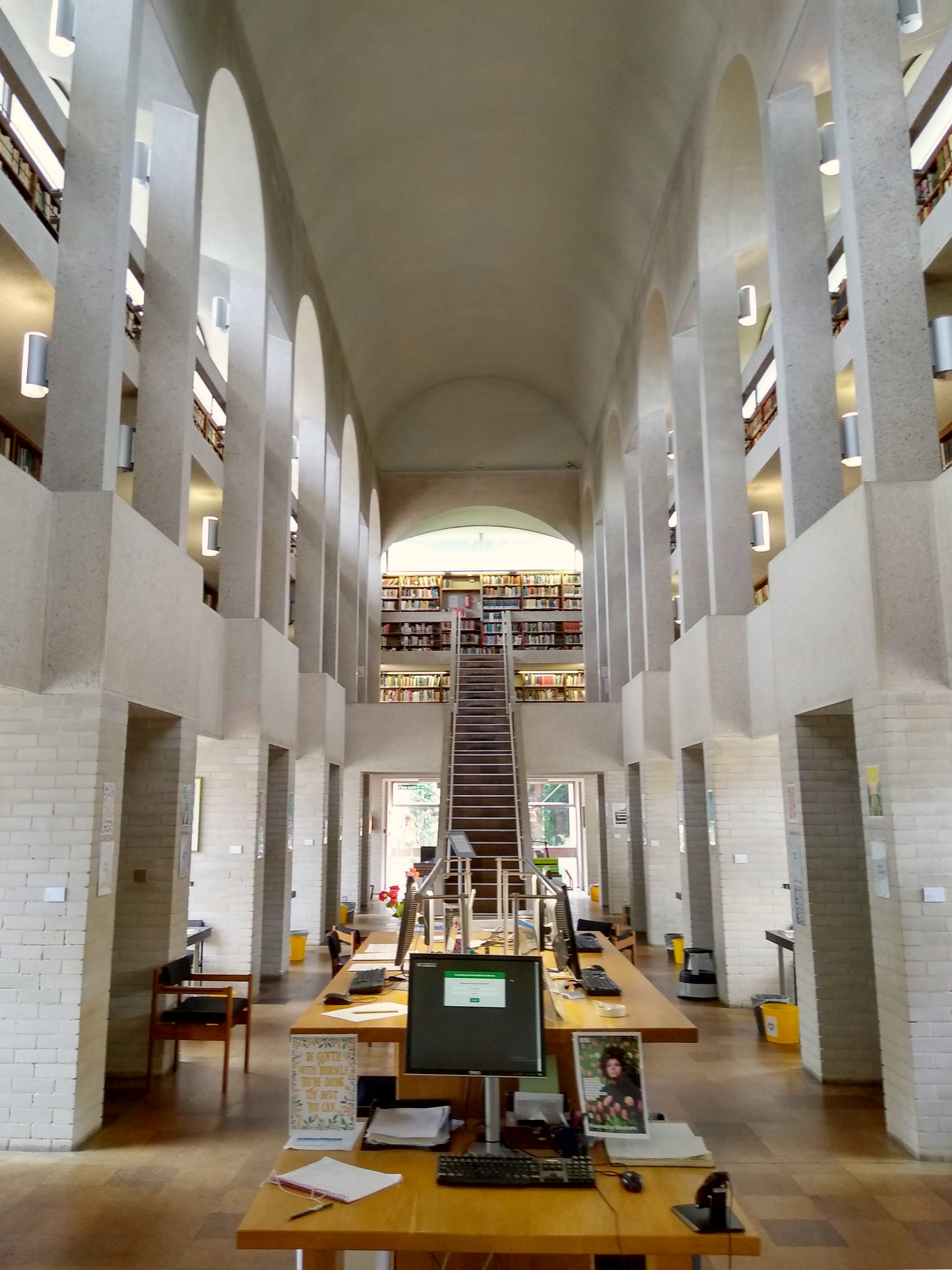
Biblioteket

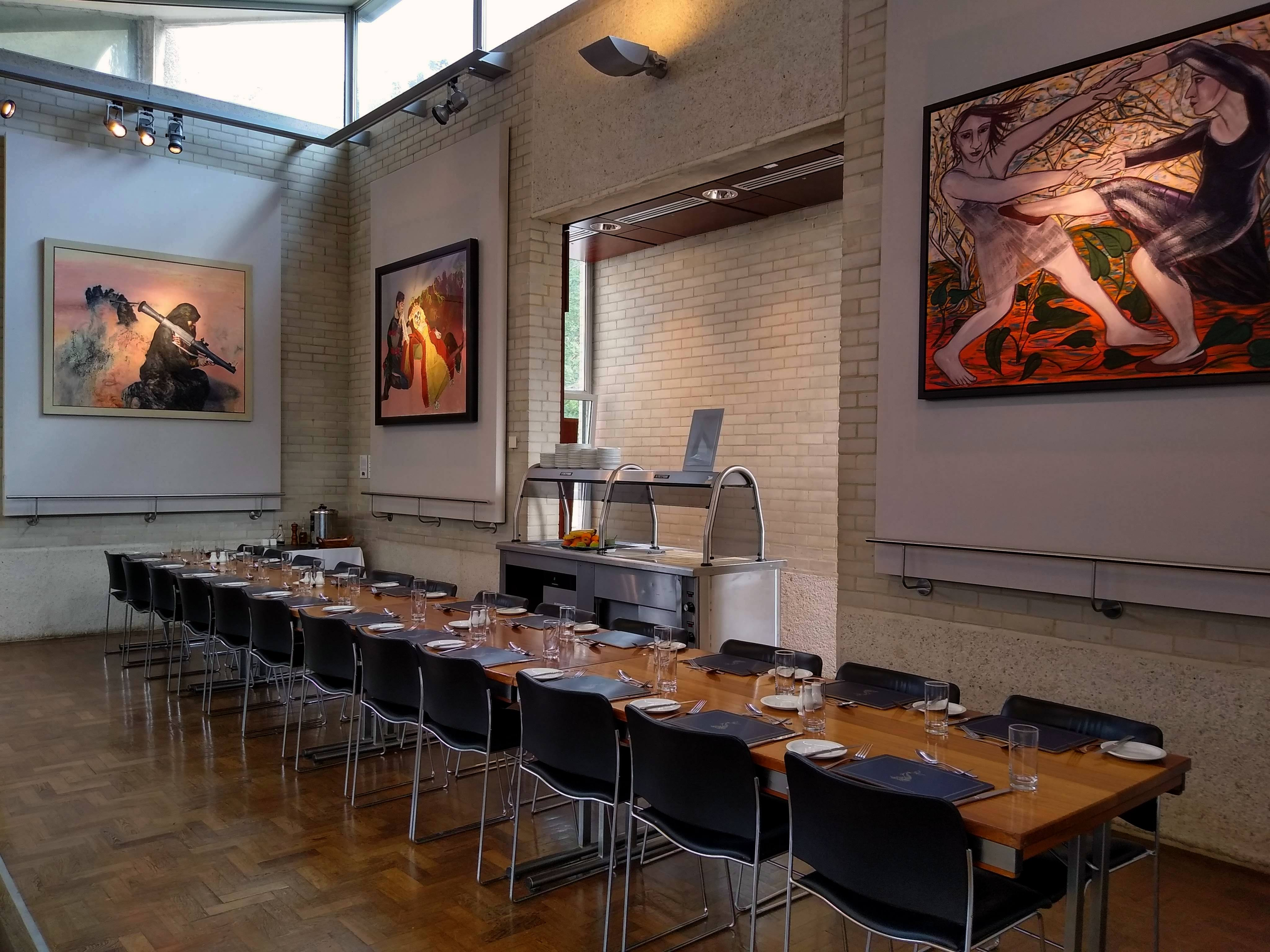
Matsalen

Liksom många av de andra Cambridge-skolorna byggdes inte Murray Edwards College på en gång, utan utökades i takt med att behovet uppstod, under flera tidsperioder. Skolan har därför flera boendekvarter i olika stilar. I den ordning de är uppbyggda:
- Orchard Court (även känd som Old Block) påminner om namnet på den mark som nu upptas av colleget, som var The Orchard, ett stort hus som delägdes av Norah Barlow, barnbarn till Charles Darwin. Den är uppdelad i Wolfson-, Nuffield- och Spooner-flyglarna, uppkallade efter donatorer till New Hall under dess första decennier. En del av den ursprungliga strukturen designades på 1960-talet och slutfördes 1965.[11] År 2009 renoverades en del av kvarteret för att förbättra brandsäkerheten och levnadsstandarden. Vissa studentrum är uppdelade på två nivåer, vilket innebär att de har ett sovrum på övervåningen och ett separat vardagsrum på nedervåningen. Många av rummen har tillgång till en gemensam balkong.
- Pearl House (tidigare känt som New Block), uppkallat efter historikern Valerie Pearl, skolans andra rektor. Byggnaden uppfördes med finansiering från Kaetsu-stiftelsen. Alla rum har eget badrum. Rullstolsåtkomst finns tillgänglig till varje våning via centralhissen. Restaurangen öppnades 1994,[12] och det är här som förstaårsstudenter tas emot. Till skillnad från de flesta colleges i Cambridge erbjuder byggnaden fullt utrustade kök, badrum och hiss.
- Buckingham House. Den nuvarande byggnaden ersattes av en annan byggnad med samma namn som stod på denna plats och invigdes 2001.[13] Alla rum har eget badrum. Byggnaden är tillgänglig för rullstolar och har hiss. Innehåller ett auditorium med 142 platser som används för föreläsningar, filmfestivaler och konserter.[14]
- Canning and Eliza Fok House är uppkallat efter Hongkong-entreprenören Canning Fok och hans fru Eliza Fok, som donerade pengarna för att bygga detta bostadshus. Alla rum har eget badrum. Byggnaden är tillgänglig för rullstolar och har hiss. Öppnade 2008.[15] Canning och Eliza Fok House är speciellt byggt för att rymma den växande befolkningen av doktorander vid Murray Edwards, och har ett stort gemensamt kök / vardagsrum mellan 8 sovrum.

De första byggnaderna i skolan på Huntingdon Road ritades av arkitekterna Chamberlin, Powell och Bon, och är kulturminnesmärkta klass II* (särskilt viktiga byggnader av mer än särskilt intresse). Dessa inkluderar:
- The Dome, som innehar några av de konstverk som skolan är känd för, samt en stigande servery (en bar som reser sig från golvet för speciella evenemang). Det är här cafeterian ligger. Studenterna äter sina måltider här, inklusive lördags- och söndagsbrunch, som ofta nämns som den bästa brunchen i Cambridge. Formella möten hålls här, en gång i veckan på en tisdag.
- Fountain Court, som kan nås från baren och har utsikt över biblioteket, och har en upplyst fontän och vattenvägar. Bord och stolar ställs ut där under de varmare månaderna, liksom utställningar av blommor.
- Biblioteket, som utformades för att spegla interiören i en katedral. Studenter kan begära värmeelement, filtar, te, kaffe och kex när de studerar. Här hålls yogapass, konst och hantverk och en mängd andra välfärdsevenemang och det är öppet 24/7.

### Trädgårdar
Collegeträdgårdarna har en informell stil, ursprungligen planerad och planterad av den första rektorn Dame Rosemary Murray. I trädgården finns ett växthus som ursprungligen tillhörde familjen Darwins egendom, där bananplantor odlas under vintermånaderna.
År 2007 blev Murray Edwards College (då New Hall) det första Cambridge College att delta i RHS Chelsea Flower Show. Temat för den presenterade trädgården var Venuspassagen och belönades med en bronsmedalj i kategorin Chic Garden. Efter föreställningen återskapades denna trädgård i en något större form bredvid biblioteket.
Som en del av Cambridge-traditionen May Week är skolan värd för en årlig trädgårdsfest som är populär bland studenter från hela universitetet. Trädgårdsfesten har ett nytt tema varje år och tas emot väl av de närvarande. Under Michaelmas term höst- och vinterterminen) firar skolan "Äpplets dag" i trädgården, en dag med höstliga aktiviteter som äppelplockning, matlagning, hantverk och brasor.
Studenterna på Murray Edwards uppmuntras att njuta av trädgårdarna och promenera på gräsmattorna, vilket innebär att det är vanligt att se studenter sola, studera, ta picknick eller till och med koppla av på den lilla stranden som är uppförd på sommaren. Trädgårdarna sköts av professionell personal, och på senare tid även av stipendiater och studenter. Sedan 2012 har trädgårdsodlingslotter tillhandahållits för stipendiater, studenter och doktorander för odling av örter och grönsaker, utöver de blommor och örter som redan planterats av trädgårdsmästarna.

## The Women's Art Collection

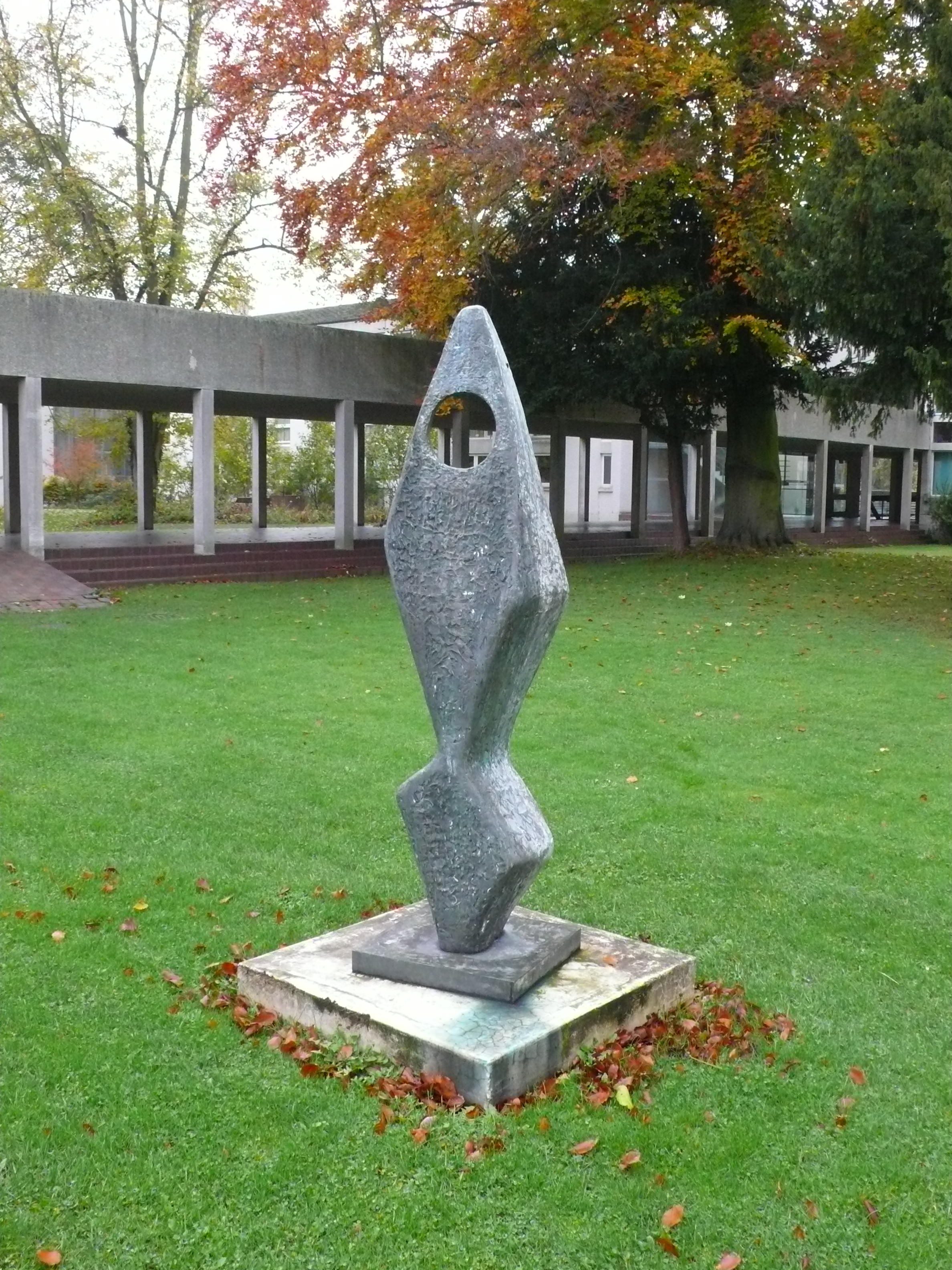
Skulptur av Barbara Hepworth i trädgården till Murray Edwards College

Murray Edwards är hem för The Women's Art Collection (fram till 2022 känd som New Hall Art Collection), den största samlingen av kvinnokonst i Europa och den näst största i världen (den största är National Museum of Women in the Arts i Washington, D.C.).
Konstverken kan ses över hela college, och studenter uppmuntras att begära att bitar ska tas med in i deras sovrum som dekoration.
New Hall Art Collection startades i början av 1990-talet, då New Hall hade få konstverk och de flesta av dem var porträtt av gamla män. Skolans rektor skrev till 100 kvinnliga konstnärer och bad var och en att donera ett konstverk, och mer än 75% av de konstnärer som kontaktades gick med på att ge bort ett verk. Donationerna har fortsatt sedan dess, och konstsamlingen innehåller nu verk av många kända kvinnliga konstnärer.